# Vlašský špitál
Vlašský špitál nebo též Vlašský dvůr pod Jánským vrškem je čtyřkřídlá barokní budova čp. 335/III kolem kosočtverečného dvora na rohu ulic Šporkovy a Vlašské na Malé Straně v Praze 1. Součástí areálu je bývalý kostel (kaple) Panny Marie a svatého Karla Boromejského (jiný kostel Karla Boromejského je v areálu sousední nemocnice).

## Historie

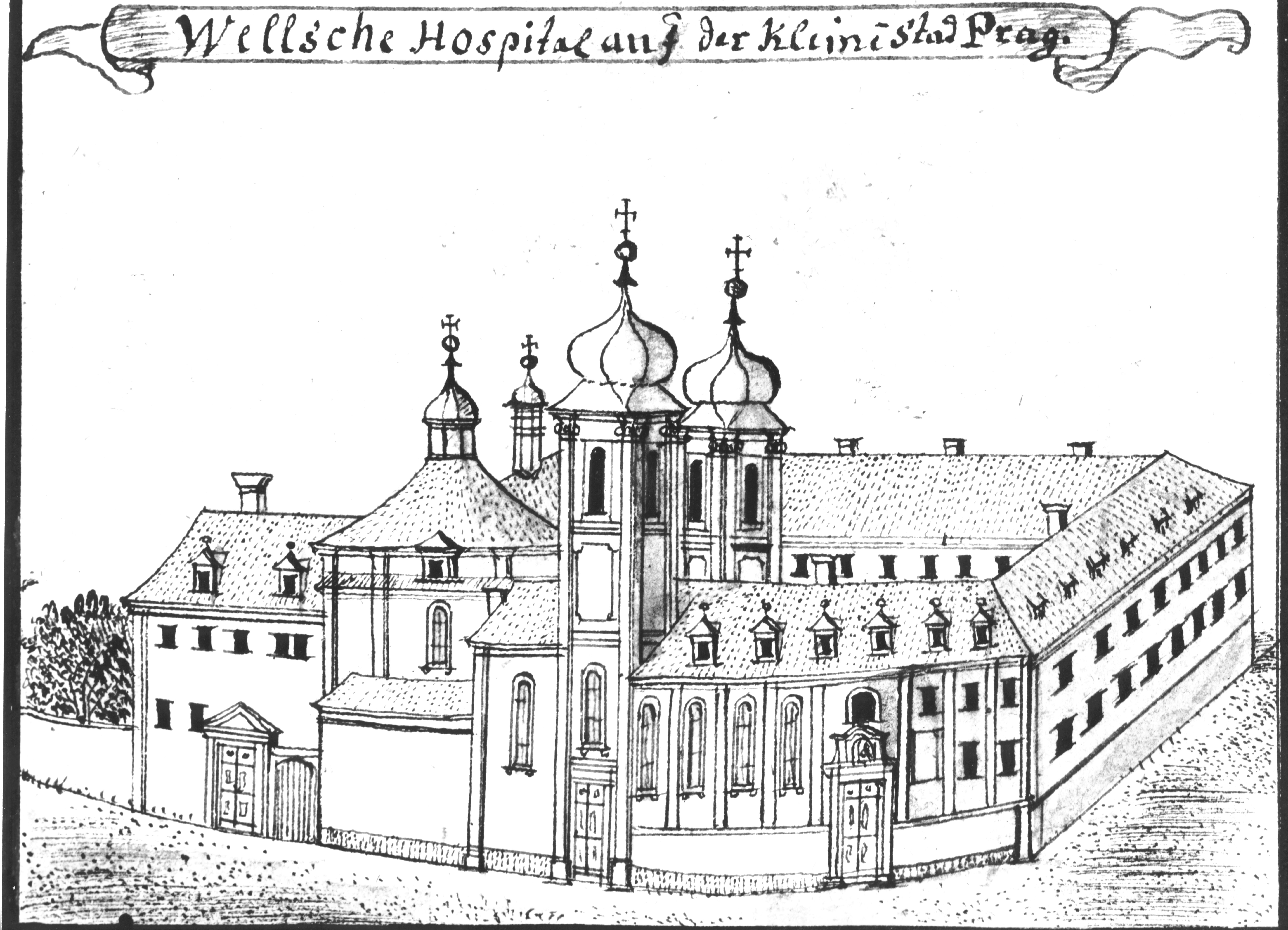
Historická grafika Vlašského špitálu

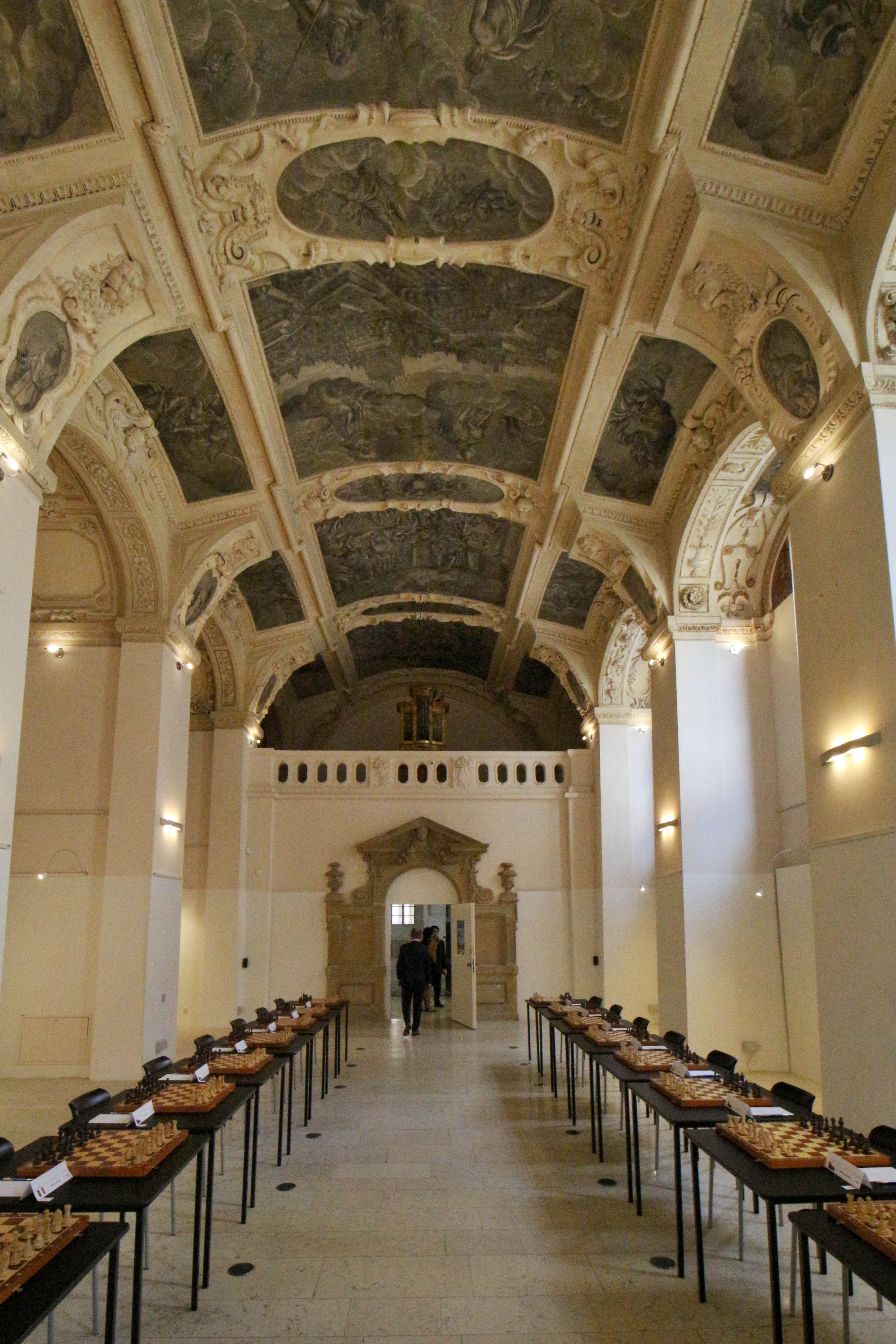
Interiér bývalé kaple Panny Marie a sv. Karla Boromejského

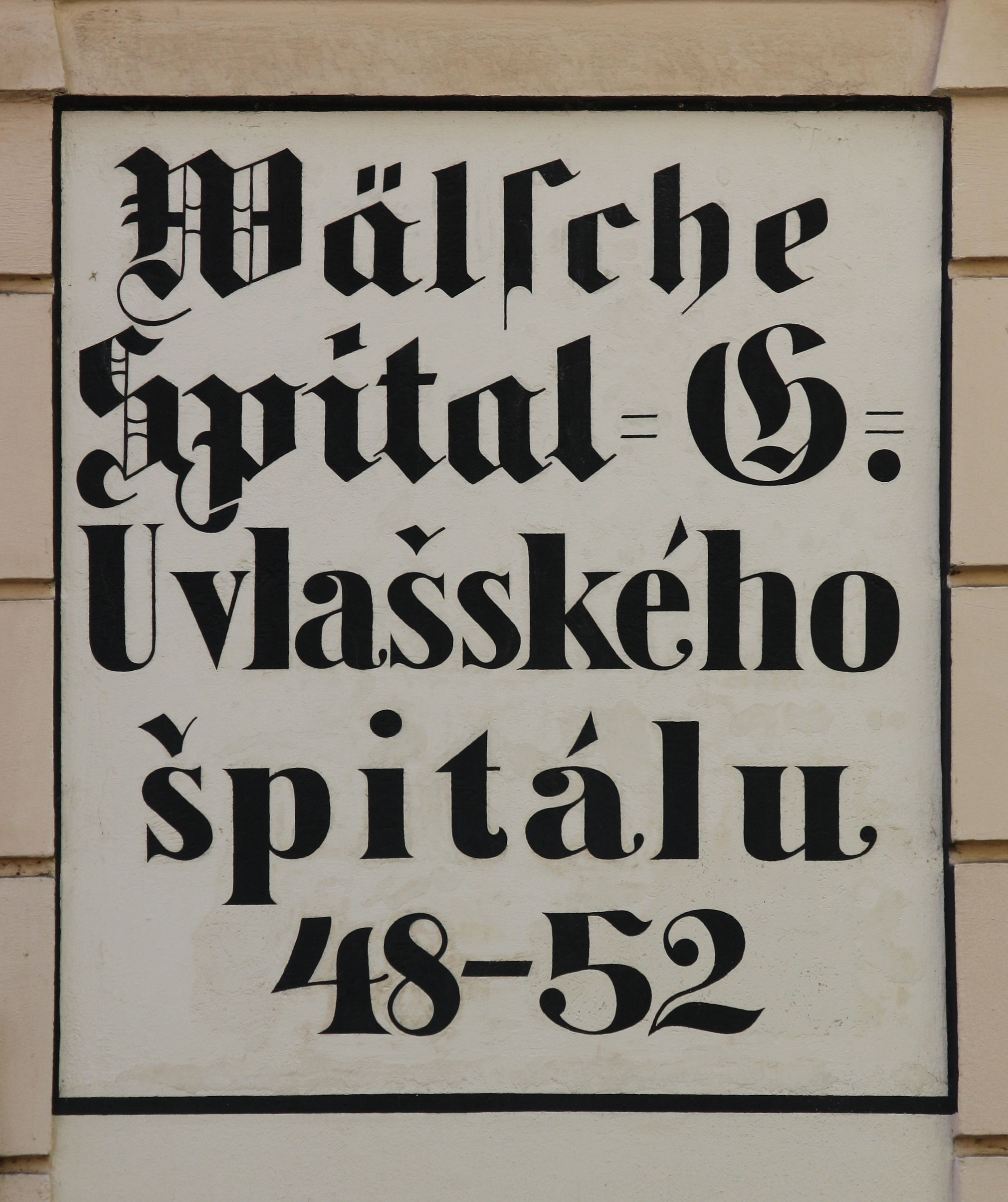
Historické uliční označení s názvem špitálu

Na počátku 17. století pražští italští usedlíci, dosud sdružení jen ve staroměstské mariánské kongregaci při Vlašské kapli staroměstské jezuitské koleje, rozšířili svou působnost o malostranský areál. Odtud pochází název „vlašský“.
Původní charitativní instituci vybudovala italská komunita v letech 1611-1617, poté, co jí roku 1602 prodal svůj domek stavitel Domenico de Bossi, který údajně také vedl stavbu nového objektu i kostela. Raně barokní dvoukřídlý dům byl dále stavebně upraven v letech 1622 a 1643-1645. Vstupní portál je vrcholně barokní z roku 1724, jako autor bývá uváděn Bartolomeo Scotti. Špitál měl oddělení pro muže, pro ženy a dětské s hernou. Kaple byla pro všechny společná. Roku 1654 správa přikoupila zahradu, dala přistavět další křídlo domu a zřídila hřbitov.  
Od počátku provozu zde sídlil také malý pivovar, vařilo se "slabé" či "hedvábné" pivo, nejen pro zaměstnace a obyvatele,  ale také pro děti, jimž náleželo jen jedno pivo k jedné pečeni.  
Postupně se účel špitálu stále více měnil v útulek pro městskou chudinu a v sirotčinec, pro jehož chovance byla kromě výuky obecné školy včetně náboženství  po polovině 18. století zřízena také hedvábnická přádelní škola. Strahovští premonstráti jim poskytli zahradu k výsadbě moruší. Té se od roku 1749 věnovali geodet major Carlo Cremieri a divadelní ředitel Giovanni Battista Locatelli. V roce 1757 od nich moruše odkoupil komerciální kongres, který stromky postoupil špitálu, kde se hedvábí vyrábělo až do jeho zrušení v roce 1830.
V dubnu roku 1789 byla celá instituce v důsledku státní reformy zdravotnictví a charity zrušena. V té době objekt obývalo 76 chudých a 714 pracujících sirotků, kteří v červnu téhož roku museli objekty opustit a vyklidit. Areál včetně kostela koupil podnikatel Johann Ferdinand ze Schönfeldu pro svou továrnu na hedvábí a budovu zčásti příčkami přebudoval na malé byty. 
Roku 1804 založená Italská kongregace odkoupila objekty zpět a do roku 1830 je adaptovala v klasicistním "kasárenském" stylu, včetně dvorních arkád. Roku 1839 dala znovu vysvětit kapli, její klenby a kupoli vymaloval Václav Markovský, který byl rovněž autorem obrazu sv. Karla Boromejského pro hlavní oltář. Do kostela byly vráceny také dva oltářní obrazy Karla Škréty "Sv. Karel Boromejský navštěvuje nemocné morem" (nyní v Národní galerii v Praze) a "Svatá rodina".  
První pražský nalezinec (sirotčinec) měl svou školu, pekárnu a prádelnu. Další stavební úpravy s i vyžádal požár z roku 1882 a konečně v letech 1942-1943 se uskutečnila generální rekonstrukce budov včetně kostela pro kulturní účely. 
Od roku 1951 slouží pro Italské kulturní středisko. V současnosti zde sídlí Italský kulturní institut Praha (Istituto italiano di cultura di Praga).